# پاتراتو
پاتراتو (به انگلیسی: Patratu) یک منطقهٔ مسکونی در هند است که در جارکند واقع شده‌است. پاتراتو ۱٫۳۹۲ کیلومتر مربع مساحت و ۳۲٬۸۹۹ نفر جمعیت دارد و ۴۰۵ متر بالاتر از سطح دریا واقع شده‌است.